# 石井志保子

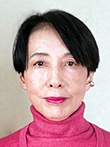
恩賜賞受賞に際して日本学士院より公表された肖像写真

石井 志保子（いしい しほこ、1950年12月25日 - ）は、日本の数学者。専門は代数幾何学、特に特異点論。学位は、理学博士（東京都立大学・1984年）（学位論文「On moduli scheme of subrings of a local ring」）。東京大学名誉教授、東京工業大学名誉教授。

## 経歴
富山県高岡市生まれ。1969年、富山県立高岡高等学校卒業。高校在学中に、特殊相対性理論へ興味を持ったという。1973年、東京女子大学文理学部数理学科卒業。1975年、早稲田大学大学院理工学研究科数学専攻修士課程修了。1982年、東京都立大学大学院理学研究科数学専攻博士課程単位取得満期退学。1984年、「On moduli scheme of subrings of a local ring」で東京都立大学より理学博士の学位を取得。
1984年から日本学術振興会奨励研究員、1988年から九州大学助手、1989年から東京工業大学助手、1990年から同大学理学部助教授、1998年から同大学大学院理工学研究科教授、2011年から東京大学大学院数理科学研究科教授、2016年から東京女子大学特任教授、2018年から清華大学兼職教授。2021年現在、東京大学名誉教授・東京工業大学名誉教授。

## 受賞歴
- 1995年 - 猿橋賞[1]
- 1996年 - 高岡市民文化賞[8]
- 2011年 - 日本数学会代数学賞[1]
- 2021年 - 日本学士院賞・恩賜賞[9]
- 2024年 - 瑞宝中綬章[10][11]

## 家族

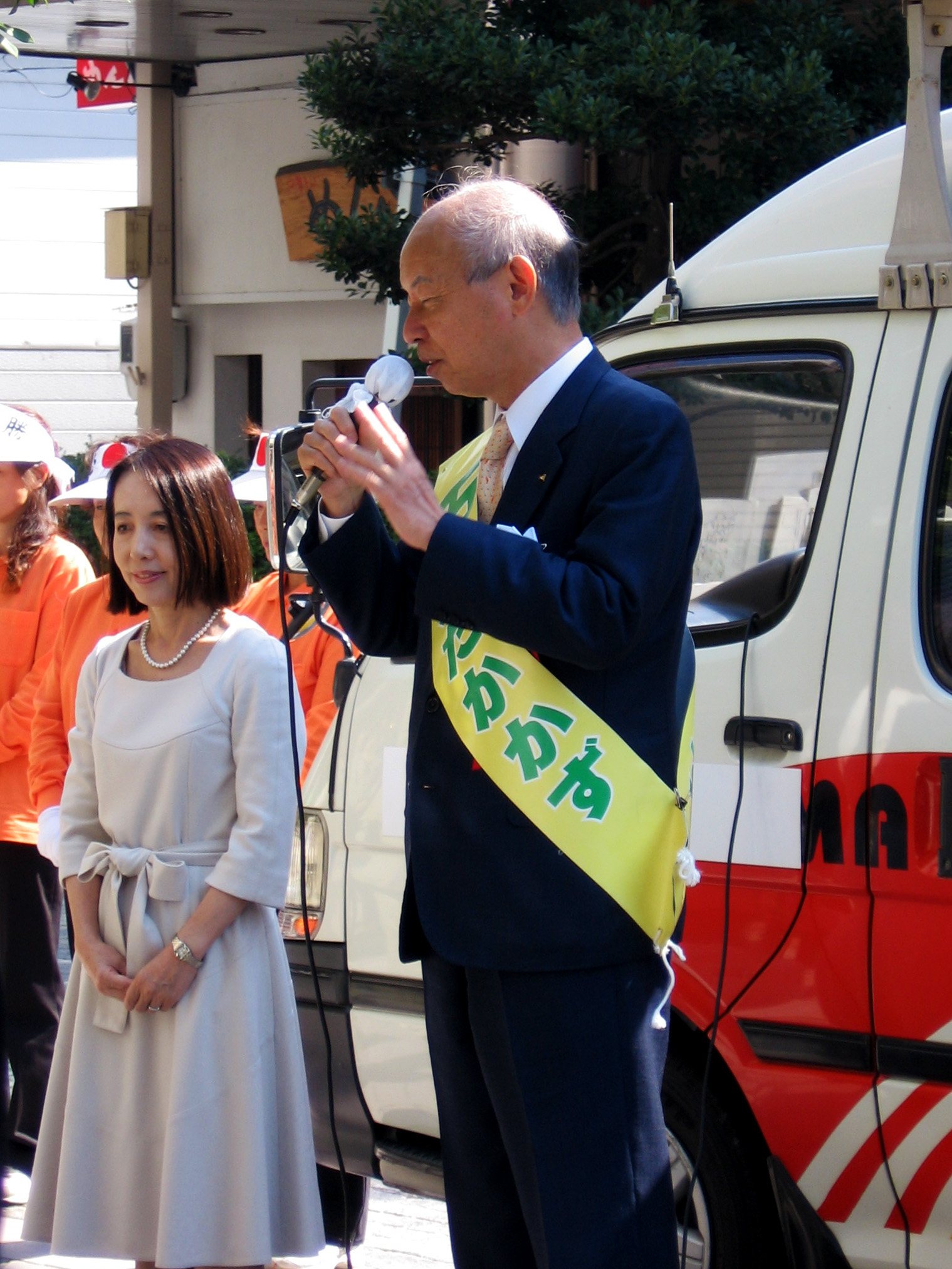
2008年10月18日、富山県知事選挙にて夫の石井隆一（右）と

- 夫は富山県知事や消防庁長官を務めた石井隆一[7]。
- 息子がおり、国家公務員を務めている。

## 著書

### 単著
- 『特異点入門』シュプリンガー・フェアラーク東京〈シュプリンガー現代数学シリーズ〉、1997年10月。ISBN 978-4431707301。 NCID BA32655830。
- シュプリンガー・ジャパン編 編『特異点入門』丸善出版〈シュプリンガー現代数学シリーズ〉、2012年3月。ISBN 978-4621064016。 NCID BB11191218。
- 『特異点入門』（改訂版）丸善出版〈シュプリンガー現代数学シリーズ〉、2020年1月。ISBN 978-4621304754。 NCID BB29656184。

### 訳書
- アルブレヒト・ボイテルスパッヒャー 著、石井志保子 訳『数学はいつも苦手だった』日本評論社、2004年10月。ISBN 978-4535783027。 NCID BA69208895。